# Fisiculturismo nos Jogos Sul-Americanos de 2022
As competições de fisiculturismo nos Jogos Sul-Americanos de 2022 em Assunção, Paraguai, foram realizadas no dia 2 de outubro de 2022 na Fan Fest - COP.

## Resumo de medalhas

### Quadro de medalhas
*   país anfitrião (PAR Paraguai)
| Pos.               | País               | Ouro | Prata | Bronze | Total |
| ------------------ | ------------------ | ---- | ----- | ------ | ----- |
| 1                  | VEN Venezuela      | 3    | 2     | 1      | 6     |
| 2                  | ECU Equador        | 2    | 1     | 0      | 3     |
| 3                  | PAR Paraguai       | 1    | 2     | 0      | 3     |
| 4                  | ARG Argentina      | 0    | 1     | 1      | 2     |
| 5                  | CHI Chile          | 0    | 0     | 2      | 2     |
| 6                  | COL Colômbia       | 0    | 0     | 1      | 1     |
| 6                  | URU Uruguai        | 0    | 0     | 1      | 1     |
| Total (7 entradas) | Total (7 entradas) | 6    | 6     | 6      | 18    |

## Medalhistas
| Event                          | Ouro                           | Prata                        | Bronze                           |
| ------------------------------ | ------------------------------ | ---------------------------- | -------------------------------- |
| Fitness coreográfico masculino | Darío Molina ECU Equador       | José Ojeda VEN Venezuela     | Pablo Matus CHI Chile            |
| Clássico masculino             | Villali Linarez VEN Venezuela  | Tomás Guido ARG Argentina    | Michael Delgado COL Colômbia     |
| Men's physique                 | José Eurea VEN Venezuela       | Josué De Jesús ECU Equador   | Emiliano Hernández URU Uruguai   |
| Fitness coreográfico feminino  | Alexandra Santos VEN Venezuela | María Pérez PAR Paraguai     | Macarena Figueroa CHI Chile      |
| Bikini fitness feminino –1.63m | Silvia Patiño PAR Paraguai     | Lilian Benítez PAR Paraguai  | Michelle Hernández VEN Venezuela |
| Bikini fitness feminino +1.63m | Rafaela Cornejo ECU Equador    | Zairelys Gómez VEN Venezuela | Johana Beatriz ARG Argentina     |

## Participação
Nove nações participaram dos eventos de fisiculturismo dos Jogos Sul-Americanos de 2022.
- ARG Argentina
- BOL Bolívia
- CHI Chile
- COL Colômbia
- ECU Equador
- PAR Paraguai
- PER Peru
- URU Uruguai
- VEN Venezuela